# وکینگ
وکینگ شکلی از رقص خیابانی است که در دهه هفتاد میلادی در کلوپ‌های جامعه ال جی بی تی لس آنجلس به وجود آمد. این سبک رقص معمولاً با موسیقی دهه هفتاد میلادی انجام می‌شود و عمدتاً از حرکات چرخشی دست‌ها و انواع ژست گرفتن‌ها قابل تشخیص است.